# 駿河問い
駿河問い（するがどい）とは、江戸時代に行われていた拷問の一種である。駿河問状（するがもんじょう）とも。

## 概要
元は江戸時代前期に駿府町奉行彦坂光正が考案したとされる拷問で、釣るし責めと呼ばれるものの一種。

後ろに廻した両手首と両足首を纏めて吊り上げ、背中に石を載せて縄を捻って回転させるもの。

この責め苦を受けた者は手足の縄による締めつけ、捻じ曲げられた関節の痛み、そこに独楽のように回されることで生まれる回転の遠心力が加わって、頭と足に集中した血液が頭痛を引き起こし、毛細血管は破裂、鼻や口から血を噴き出したという。